# Baltazaria tribax
Baltazaria tribax là một loài tò vò trong họ Ichneumonidae.